# 日舞小子
哈利·阿隆索·隆格巴（英語：Harry Alonzo Longabaugh，1867年—1908年11月7日？），外號日舞小子（Sundance Kid），是美國舊西部時代著名的法外之徒，他是布屈·卡西迪幫的一份子，跟隨布屈·卡西迪一同得手多起銀行與火車搶案。
在幾年的犯罪生涯後，因為受到平克頓偵探社的追捕，他與布屈·卡西迪和妻子艾塔·普萊斯離開了美國，他們先逃亡到阿根廷，後輾轉到玻利維亞。據說他與卡西迪死於1908年11月的槍戰之中，但也有說法認為他倖免於難後回到美國。

## 早年與幫派生活
哈利·阿朗佐·隆格巴生於美國賓夕法尼亞州蒙特克萊爾（Mont Clare），父親名叫約書亞·隆格巴（Josiah Longabaugh），母親名為安妮·G·隆格巴（Annie G. Longabaugh，舊姓普萊斯）。家中有五個子女，哈利是家中的老么。他有英國與德國血統，也有一部份威爾斯血統。
15歲時，他和他的堂表兄弟喬治一起搭上篷車，前往美國西部。1887年，他在懷俄明州聖丹斯的一間牧場偷了一把槍、一匹馬與馬鞍，遭到逮捕與定罪，法官威廉·L·麥金尼斯判他18個月有期徒刑。他在獄中開始使用日舞小子（Sundance Kid）這個綽號。出獄後，他回到牧場工作。1891年時他在加拿大亞伯達省的巴尤大牧場工作，這是當時最大的商業牧場之一。
日舞小子涉嫌參與1892年時的一起火車搶劫案，和1897年時與另外五名男子合夥的銀行搶劫案。日舞小子和布屈·卡西迪的初次相遇可能是在1896年，當時卡西迪剛從懷俄明州拉勒米的州立監獄出獄。此後日舞小子便和布屈·卡西迪幫牽上了線，並開始活躍於幫派的活動中。當時全國各地都貼滿了他們的懸賞海報，任何有助於逮捕或擊殺這群幫派分子的情報可值30000美元。
據說日舞小子拔槍的速度很快，因此常被人稱為一位槍戰高手，但一直到據說他陣亡其中的那場玻利維亞槍戰之前，都無法得知他有沒有殺過人。他變得比同個幫派中綽號「柯里小子」的哈維·羅根還要有名，和日舞小子剛好相反的是，羅根曾擊殺過無數敵人，其中包括了五名執法者。由於兩人的綽號類似（都是「小子」），有些資料會將這兩人的事蹟給混淆。日舞小子被認為有參與一場和執法者們的槍戰，這起槍戰起因於執法者們跟蹤喬治·柯里所率領的一幫同夥回到了布屈·卡西迪幫位於懷俄明州的藏身地——牆中洞。日舞小子被認為在這場槍戰中打傷了兩名男子，另有數人被幫派的同夥擊殺。
日舞小子和羅根曾使用懷俄明州科迪舊徑鎮的一間小木屋當作藏身處。之後他們便開始使用牆中洞，由於牆中洞位於能夠看清四周的制高點，從那裡他們可以在不用擔心被抓住的情況下進行攻擊和撤退。
大約在1899年至1900年，日舞小子開始追求艾塔·普萊斯，兩人據說在1900年12月結婚，就在著名的「沃思堡五人眾」相片拍攝後不久。結婚時他使用了哈利·A·普萊斯的假名，普萊斯是他母親娘家的姓。不過，並沒有留下可以證實兩人真的有結婚的婚姻紀錄。

## 逃往南美洲
由查理·西林哥所率領的平克頓偵探社的偵探們追捕了這群幫派分子數年。為了躲避風頭，日舞小子決定和妻子艾塔與卡西迪一同離開美國，三人於1901年2月20日搭上英國船艦「Herminius」前往阿根廷布宜諾斯艾利斯。之後，三人在阿根廷丘布特省的小鎮喬利拉附近買了一間牧場，同時買下的還包括了鄰近15,000英畝（61平方公里）的土地開發權，以及一間位於布蘭科河（Blanco River）東岸的小木屋，其有四個房間。
在阿根廷的生活過了數年，平克頓偵探社再度追蹤到日舞小子等人的位置，於是他們於1905年5月1日賣掉了牧場，準備跑路。當地的行政首長胡利奧·雷剎拿（Julio Lezana）發布了通緝令，但在其生效之前，卡西迪的一名威爾斯裔阿根廷人朋友，警長愛德華·漢弗萊斯（Edward Humphreys）打電話向三人示警，於是這三人向北逃向聖卡洛斯-德巴里洛切，並在那坐船跨越納韋爾瓦皮湖，進入智利。不過在那年年底，他們又回到了阿根廷。12月19日，三人和一位不知名的男性合夥搶劫梅塞德斯鎮的一間銀行。在武裝執法者們的追擊之下，他們跨越彭巴草原和安地斯山脈並再度回到了智利。
據說艾塔厭倦了長期以來四處奔波的生活，並對他們所失去的牧場感到相當惋惜。應她的要求，日舞小子於1906年6月30日將她從智利瓦爾帕萊索帶到美國舊金山，而日舞小子則繼續和卡西迪留在南美洲。沒有證據表明這對夫妻在此之後有再見過彼此。
卡西迪在玻利維亞聖維拉克魯茲（Santa Vera Cruz）的協和錫礦場（Concordia Tin Mine）得到了一份「正直」的工作，日舞小子送完妻子回來後也加入了這份工作。兩人的主要職責是保護公司的薪資。兩人曾於1907年末前往聖克魯斯，這是玻利維亞東部大草原上的一個邊境小鎮。他們仍希望在此安頓下來，並成為體面的牧場主人。

## 死亡
1908年11月3日，一名信差在玻利維亞聖比森特州附近被兩名蒙面美國強盜襲擊，當時他正為一家名叫「阿拉馬優·法蘭科與西亞」（Aramayo Franke y Cia）的銀礦公司運送薪資，價值約15000玻利維亞比索。這兩名蒙面強盜被認為就是日舞小子和布屈·卡西迪。兩名強盜接著便前往採礦小鎮聖比森特，暫住在礦工博尼法喬·卡薩索拉（Bonifacio Casasola）所擁有的一間寄宿住房中。由於這兩名旅客擁有一頭鑲有阿拉馬優公司商標的騾子，卡薩索拉開始懷疑起他們，並通知了附近的一位電報員，電報員又將這個消息通知給駐紮在附近的阿瓦羅亞（Abaroa）騎兵隊。在隊長胡斯托·P·孔查（Justo P. Concha）的指示下，騎兵隊派出三名士兵查探，同時還通知了當地政府。
11月6日傍晚，市長、一部分官員和騎兵隊的三名士兵包圍了屋子。強盜們開火射殺一名士兵，又射傷了另一名，雙方槍戰隨即開打。槍戰期間，市長聽到屋內傳來三聲慘叫，緊接著從屋內射出連續兩發子彈。在雙方暫時停止交火的清晨兩點左右，警察和士兵們聽到屋內傳來一名男子慘叫的聲音。他們聽到屋內傳來一聲槍響，慘叫聲隨即停止，幾分鐘後他們又聽到了另一聲槍響。隔天早上，士兵們衝入屋內並在那發現了兩具屍體，兩具屍體的手臂和腿部皆有許多槍傷，其中一人（後來被認為是日舞小子）的前額和另一人（後來被認為是卡西迪）的太陽穴各有一處槍傷。警察從屍體的位置推斷其中一人（卡西迪）開槍殺害了受到致命傷的同伴（日舞小子），好終止他的痛苦，接著再用最後一發子彈自殺。圖皮薩警方經過調查後得出結論，兩人就是搶劫了信差的強盜，但玻利維亞當局無法準確辨識出兩人的身分。兩具屍體被埋在聖比森特公墓（San Vicente cemetery）中，緊鄰德裔礦工古斯塔夫·季默（Gustav Zimmer）被埋葬的位置。美國法醫人類學家克萊德·史諾與他的研究團隊曾於1991年試圖找出兩人的墳墓，但在遺骸中卻未能找出和日舞小子與卡西迪的親戚相匹配的DNA。
1909年，一名女性要求美國駐智利副領事法蘭克·阿勒（Frank Aller）幫她取得日舞小子的死亡證明書，但並不存在那種文件。女性的身分不明，但她的外型被形容為「引人注目的」，這讓有些人猜測她的身分就是艾塔·普萊斯。

### 未死論點
有些說法認為日舞小子和卡西迪其中一人（或兩人皆）沒死，最後還回到了美國。其中一個說法是猶他州杜申鎮內的一名牧場主人威廉·亨利·隆（William Henry Long）真實身份即為日舞小子。隆死於1936年，他的遺體於2008年12月被挖出來進行DNA測試。人類學家約翰·麥卡洛（John McCullough）表示，他們用隆身上驗出的DNA與日舞小子遠親的DNA相互比對，結果並不符合。不過同時他也指出這座墓地幾乎每年都有水淹過，DNA可能已被沖掉。紀錄片製作人瑪麗蓮·格蕾絲（Marilyn Grace）也指出日舞小子沒有出生證明和洗禮紀錄，這表示他也可能是收養來的。格蕾絲聲稱他們在日舞小子和隆的家族史中找到許多可以支持兩人是同一人的證據，只可惜DNA檢驗並不樂觀。

## 大眾文化中的日舞小子
- 《單槍匹馬（英语：Cheyenne (1947 film)）》，1947年的美國電影，由亞瑟·甘迺迪（英语：Arthur Kennedy）飾演日舞小子。
- 《Return of the Bad Men（英语：Return of the Bad Men）》，1948年的美國電影，由勞勃·雷恩飾演日舞小子，這部電影中有許多描寫都和歷史不符。
- 《The Three Outlaws》，1956年的美國電影，由小艾倫·黑爾（英语：Alan Hale Jr.）飾演日舞小子[15]。
- 《獨行女王（英语：The Maverick Queen）》，1956年的美國電影，由史考特·布雷迪（英语：Scott Brady）飾演日舞小子。
- 《虎豹小霸王》，1969年的美國電影，由勞勃·瑞福飾演日舞小子。之後勞勃·瑞福因為這部電影，而將他創辦的影展命名為「日舞影展」。
- 《The Texas Rangers（英语：The Texas Rangers (1951 film)）》，1951年的美國電影，由伊恩·麥當勞（英语：Ian MacDonald (actor)）飾演日舞小子。
- 《虎豹小霸王：前篇（英语：Butch and Sundance: The Early Days）》，1979年的美國電影，由威廉·凱特（英语：William Katt）飾演日舞小子。
- 〈Sundance Kid〉，2002年的歌曲，收錄在肯特樂團的專輯《Vapen & ammunition（英语：Vapen & ammunition）》當中。
- 《虎豹小霸王前傳（英语：The Legend of Butch & Sundance）》，2006年的英國電視電影，由萊恩·布朗寧（Ryan Browning）飾演日舞小子。
- 〈Sundance〉，2008年的歌曲，收錄在加拿大音樂人山姆·羅伯茲（英语：Sam Roberts）的專輯《Love at the End of the World（英语：Love at the End of the World）》當中。
- 《漂流武士》，2009年開始連載的日本漫畫，之後改編成動畫，聲優為高木涉[16]。
- 《黑荊棘（英语：Blackthorn (film)）》，2011年的西班牙-美國電影，由帕德萊克·德蘭尼（英语：Pádraic Delaney）飾演日舞小子。
- 《Sundance》，2014年的美國小說，作者為大衛·富勒（David Fuller）[17]。
- 《勇闖天涯》，公共廣播電視公司的電視節目，2015年有一集〈Globe Trekker Road Trip: Patagonia〉來到阿根廷喬利拉（英语：Cholila, Argentina）介紹當地歷史人物。

## 延伸閱讀
- Ernst, Donna B. . Norman: University of Oklahoma Press. 2009. ISBN 978-0-8061-3982-1.
- Nickle, Jerry. (2014). Bringing Sundance Home: The Story of William Long aka Harry Longabaugh Until His Death in 1936.
- Clayton, John. . Norman: University of Oklahoma Press. 2013. ISBN 978-1626190160. Pages 42–47 tell the story of Kid Curry and the failed attempt at a bank robbery in Red Lodge.

## 外部連結
- 维基共享资源上的相關多媒體資源：日舞小子

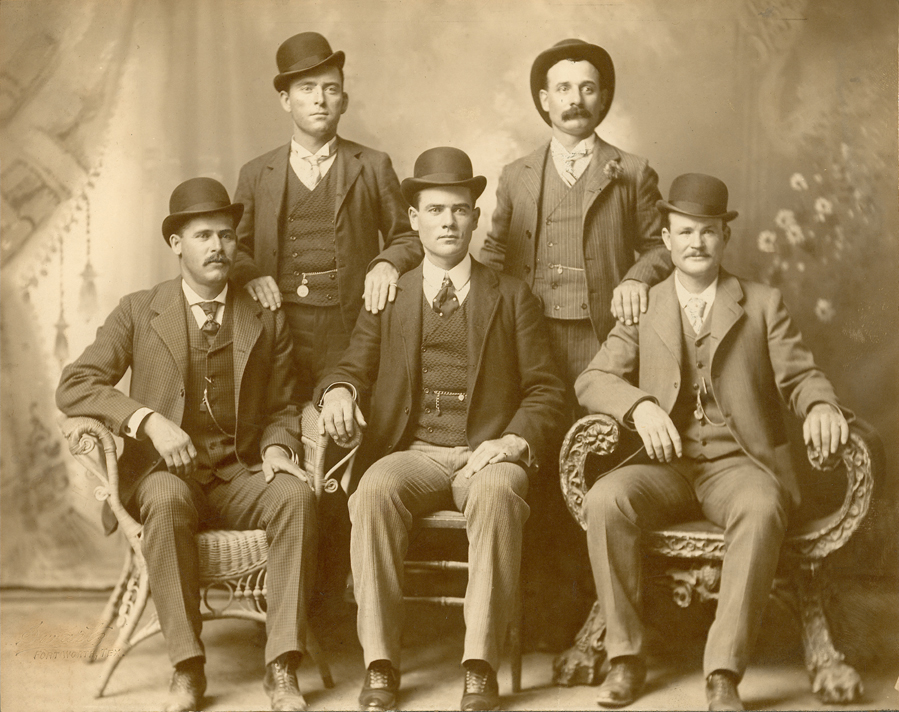
布屈·卡西迪幫其中五人的合照，日舞小子和布屈·卡西迪分別位於第一排最左和最右，此相片被命名為「沃思堡五人眾」（Fort Worth 5）

- 在Find a Grave上的Harry Alonzo "Sundance Kid" Longabaugh